# آلسهایم
الشیم (به آلمانی: Alsheim) یک شهر در آلمان است که در راینلاند-فالتس واقع شده‌است.

## خصوصیات
الشیم ۱۵٫۵۴ کیلومترمربع مساحت دارد ۸۹ متر بالاتر از سطح دریا واقع شده‌است.